# ブドウニガイグチ
ブドウニガイグチ（葡萄苦猪口、学名: Tylopilus vinosobrunneus）はイグチ目イグチ科ニガイグチ属の中型から大型のキノコ（菌類）。「ニガイグチ」と名のつくキノコは、かじると非常に強い苦みを感じる。食用不適。

## 分布・生態
日本の本州、四国、九州および中国、台湾などに分布する。
菌根菌。夏から秋にかけて、里山のシイ・カシ林、コナラなどブナ科の広葉樹林、奥山のモミ、ミズナラ、ブナなど林地の地上に発生する。

## 形態
子実体は傘と柄からなる。傘は径4 - 7センチメートル (cm) 、はじめ丸山形で、のちにまんじゅう形から扁平に開く。傘表面はなめらかなビロード状で、薄い赤紫色から赤ワイン色を呈する。傘裏面は管孔状で、管孔部は柄に上生または離生し、管孔は白色であるが触れると茶褐色に変わり、胞子が成熟すると淡赤褐色になる。孔口は角形で、1ミリメートル (mm) あたり2 - 3個ある。肉はとても苦く、白色で、傷つくけると肉色から褐色に変化する。
柄は中実で、長さ7 - 14 cm、基部がやや太い。柄の表面は傘と同色かやや淡色を帯び、網目模様はない。
担子胞子は大きさが9 - 12 × 4 - 5マイクロメートル (μm) の類紡錘形、平滑で無色から淡黄色、非アミロイド性。胞子紋は淡紅褐色。

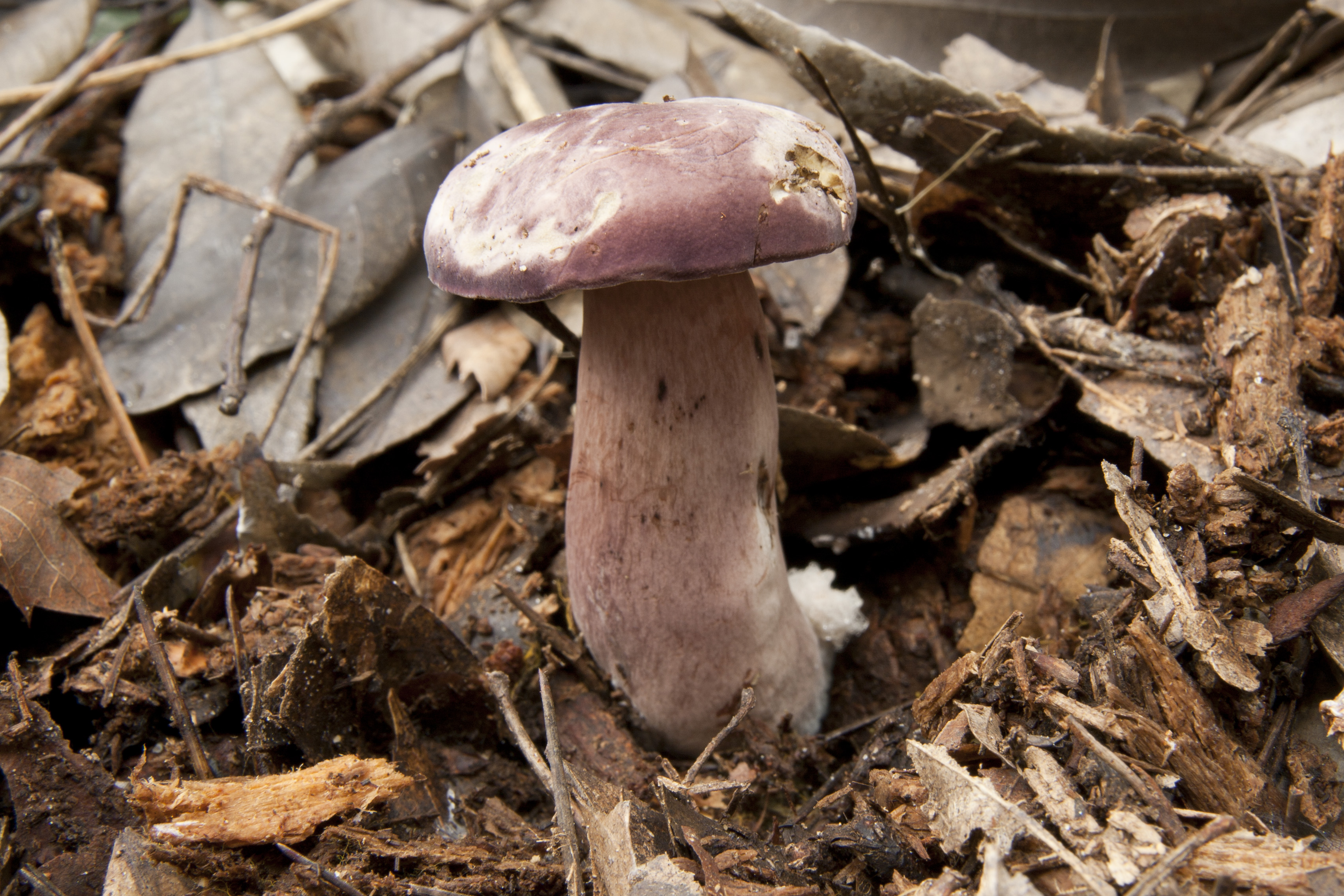
幼菌
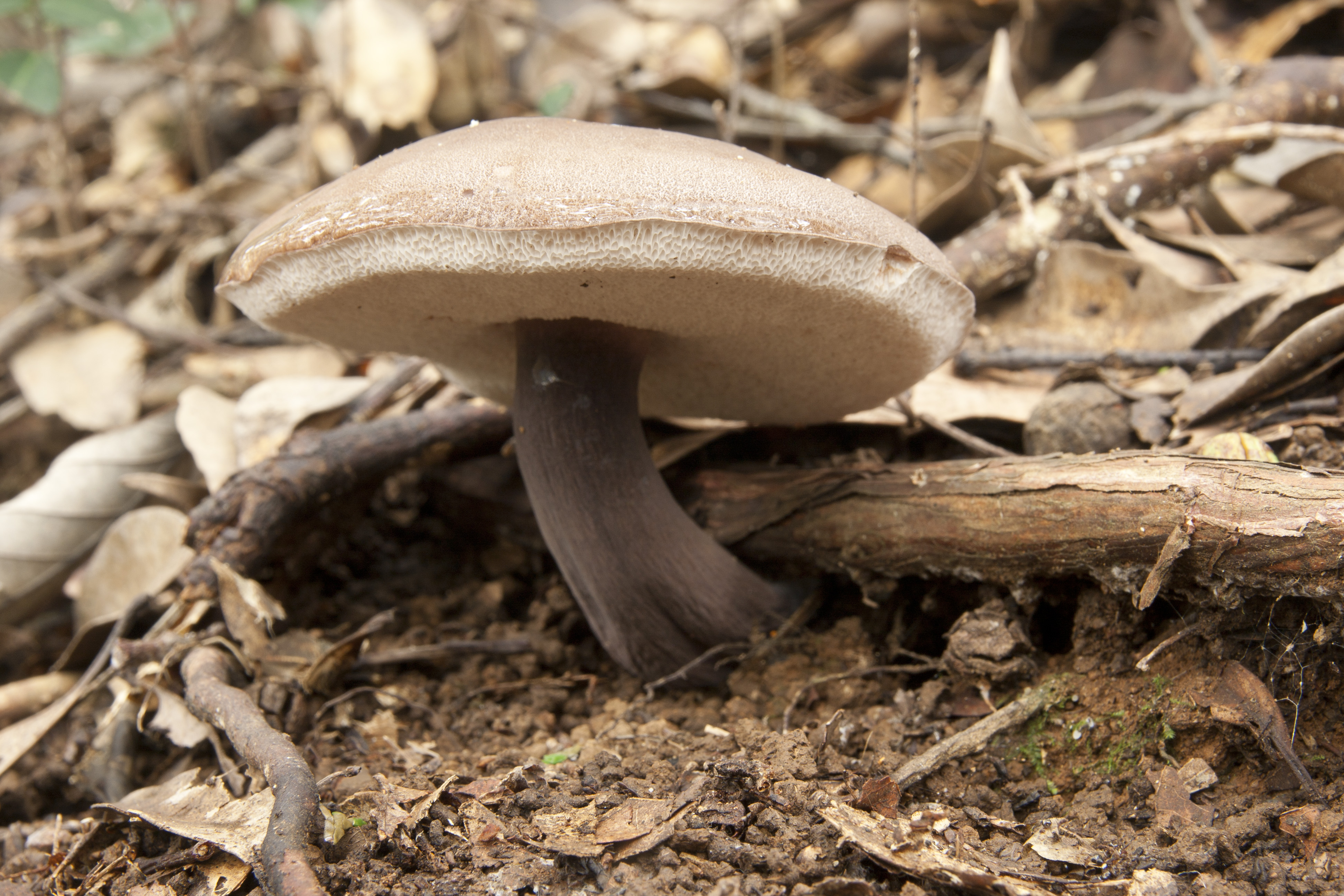
傘はまんじゅう形から扁平に開く
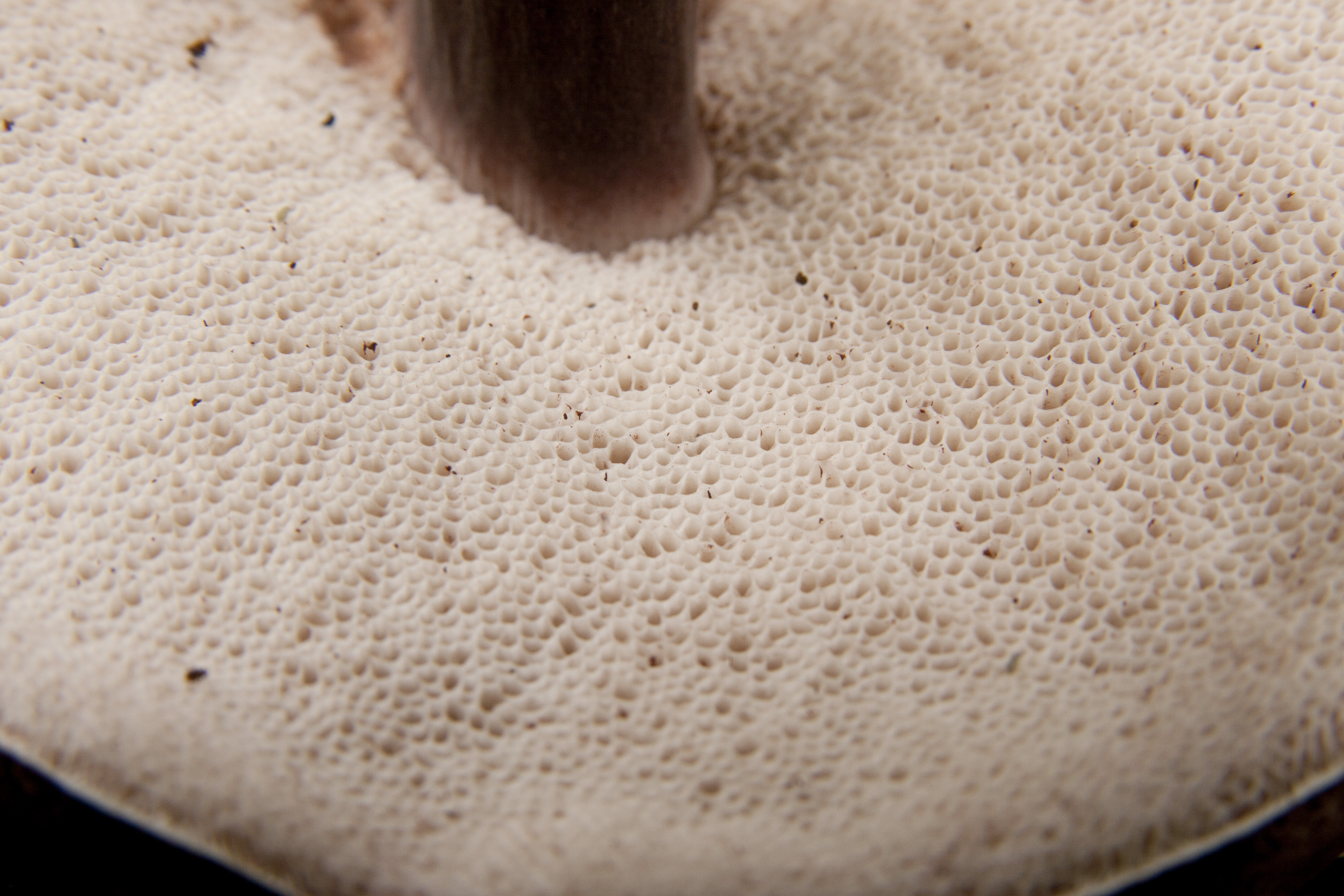
傘裏面は管孔状
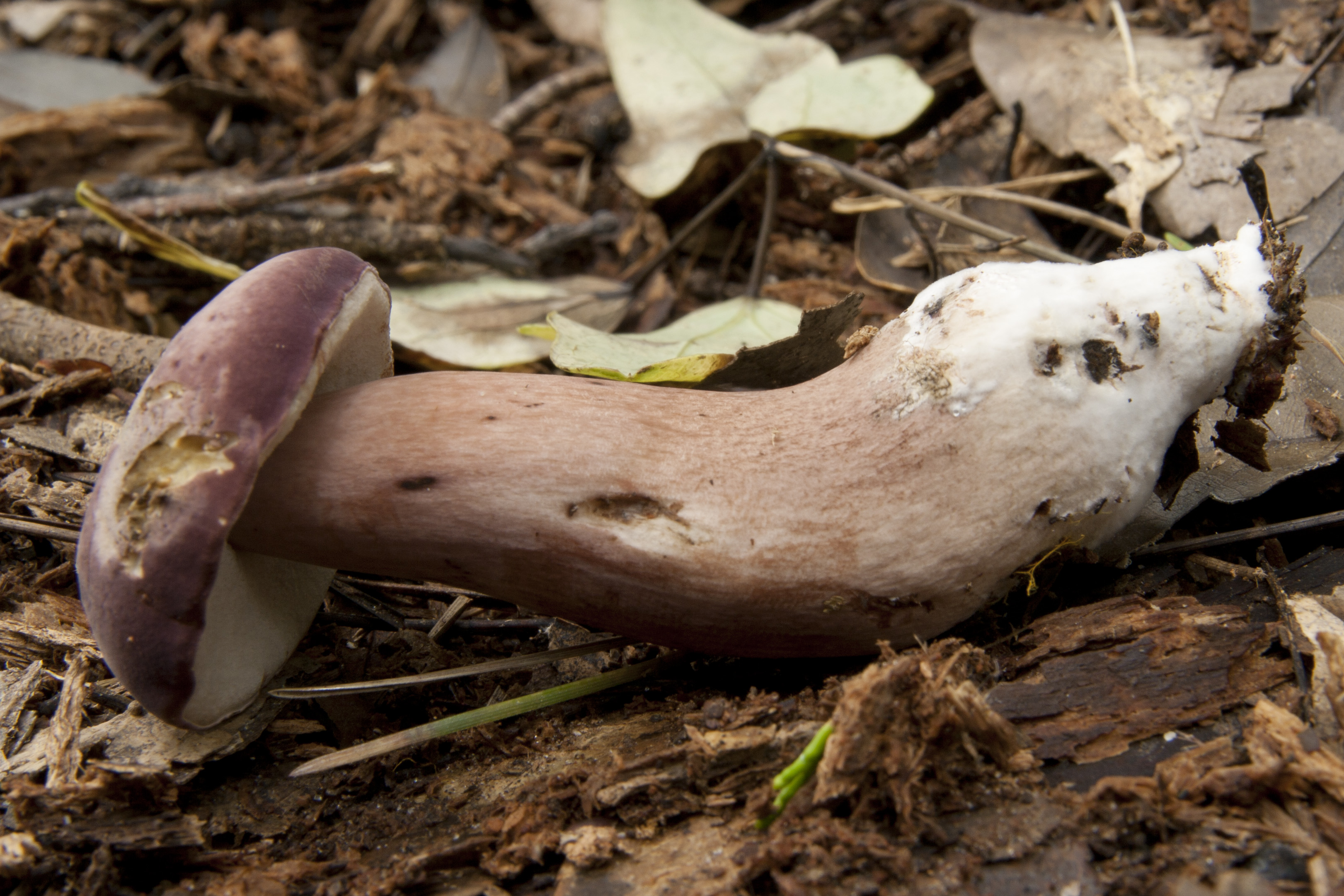
柄は根元のほうがやや太い